# Norman Davis

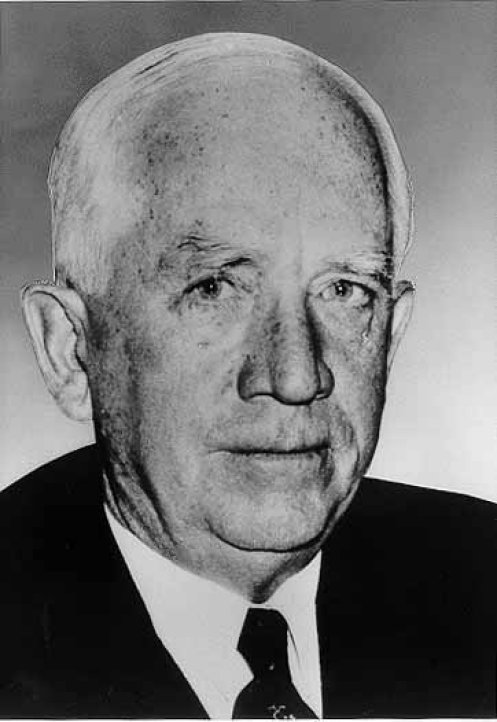
Norman Davis

Norman Hezekiah Davis (* 9. August 1878 im Bedford County, Tennessee; † 2. Juli 1944 in Hot Springs, Virginia) war ein amerikanischer Geschäftsmann. Er wirkte als ranghoher Regierungsbeamter und  Diplomat unter vier verschiedenen US-Präsidenten und war von 1938 bis 1944 Chairman des Amerikanischen Roten Kreuzes sowie der Liga der Rotkreuz-Gesellschaften, der heutigen Internationalen Föderation der Rotkreuz- und Rothalbmond-Gesellschaften.

## Leben
Norman Davis erwarb sein privates Vermögen durch Finanzgeschäfte und durch eine Beteiligung am Zuckerhandel auf Kuba. So war er unter anderem von 1905 bis 1917 für die Trust Company of Cuba tätig. Im Jahr 1918 begann er eine Laufbahn im öffentlichen Dienst und wirkte in der Folgezeit bis zu seinem Tod in verschiedenen Regierungsämtern und diplomatischen Positionen. Nach einer kurzen Phase als Wirtschaftsdiplomat in Großbritannien und Frankreich war er von 1919 bis 1920 leitender Beamter im Finanzministerium der Vereinigten Staaten (Assistant Secretary of Treasury) unter Präsident Woodrow Wilson und später von 1920 bis 1921 Staatssekretär (United States Under Secretary of State). Präsident Calvin Coolidge entsandte ihn 1927 zur Internationalen Wirtschaftskonferenz in Genf. Ab 1932 nahm er im Auftrag des damaligen Präsidenten Herbert Hoover als Delegierter an der Genfer Abrüstungskonferenz teil. Von 1936 bis 1944 war er Präsident des Council on Foreign Relations (Rat für auswärtige Beziehungen).
Nachdem Norman Davis ab 1920 dem Zentralkomitee des Amerikanischen Roten Kreuzes angehört hatte, ernannte ihn Präsident Franklin D. Roosevelt 1938 in Nachfolge von Cary Travers Grayson zum Chairman der Organisation. Im gleichen Jahr wurde er darüber hinaus auch Chairman der Liga der Rotkreuz-Gesellschaften. Er leitete das Amerikanische Rote Kreuz und die Liga bis zu seinem Tod und damit in der Zeit vor sowie den ersten drei Jahren nach dem Beginn der US-amerikanischen Beteiligung am Zweiten Weltkrieg. Während dieser Zeit wurden, bei einem deutlichen Anstieg der Zahl der freiwilligen Mitglieder, umfangreiche Hilfsprogramme für zivile Opfer des Krieges sowie für Kriegsgefangene begonnen. Zu den unter der Leitung von Norman Davis neu eingeführten Diensten des Amerikanischen Roten Kreuzes zählte unter anderem das Blutspendewesen.
Er starb im Juli 1944 an einer Hirnblutung. Sein Nachfolger als Chairman des Amerikanischen Roten Kreuzes wurde Basil O’Connor. Die Leitung der Liga der Rotkreuz-Gesellschaften übernahm mit dem Schweizer Johannes von Muralt der erste nicht aus den USA stammende Chairman seit der Gründung der Organisation im Jahr 1919.